# Karaté aux États-Unis
Sur le plan international, les États-Unis forment l'un des pays d'Amérique qui réussissent le mieux en karaté, sauf aux championnats du monde, pour lesquels, les États-Unis n'ont jamais étés champion du monde. 
Les trois meilleures nations aux championnats du monde de karaté sont le Japon (14 fois), suivi par la France (5 fois) et le Royaume-Uni (2 fois).

## Résultats internationaux

### Championnats du monde de karaté
|      | Compétition                    | Compétition                    | Compétition                    | Médailles | Médailles | Médailles | Médailles |
| Rang | Année                          | Ville hôte                     | Pays hôte                      | Or        | Argent    | Bronze    | Total     |
| ---- | ------------------------------ | ------------------------------ | ------------------------------ | --------- | --------- | --------- | --------- |
| 3    | 1970                           | Tōkyō                          | Japon                          | 0         | 0         | 1         | 1         |
| —    | 1972                           | Paris                          | France                         | 0         | 0         | 0         | 0         |
| —    | 1975                           | Long Beach                     | États-Unis                     | 0         | 0         | 0         | 0         |
| —    | 1977                           | Tōkyō                          | Japon                          | 0         | 0         | 0         | 0         |
| 4    | 1980                           | Madrid                         | Espagne                        | 1         | 2         | 1         | 4         |
| 10   | 1982                           | Taipei                         | Taipei chinois                 | 0         | 1         | 0         | 1         |
| 14   | 1984                           | Maastricht                     | Pays-Bas                       | 0         | 0         | 1         | 1         |
| 13   | 1986                           | Sydney                         | Australie                      | 0         | 0         | 1         | 1         |
| 8    | 1988                           | Le Caire                       | Égypte                         | 0         | 1         | 2         | 3         |
| 9    | 1990                           | Mexico                         | Mexique                        | 0         | 1         | 1         | 2         |
| 7    | 1992                           | Grenade                        | Espagne                        | 0         | 2         | 0         | 2         |
| —    | 1994                           | Kota Kinabalu                  | Malaisie                       | 0         | 0         | 0         | 0         |
| 9    | 1996                           | Sun City                       | Afrique du Sud                 | 0         | 2         | 1         | 3         |
| 12   | 1998                           | Rio de Janeiro                 | Brésil                         | 0         | 1         | 0         | 1         |
| 12   | 2000                           | Munich                         | Allemagne                      | 0         | 0         | 1         | 1         |
| 5    | 2002                           | Madrid                         | Espagne                        | 2         | 0         | 0         | 2         |
| 3    | 2004                           | Monterrey                      | Mexique                        | 2         | 0         | 2         | 4         |
| 22   | 2006                           | Tampere                        | Finlande                       | 0         | 0         | 1         | 1         |
| 8    | 2008                           | Tōkyō                          | Japon                          | 1         | 1         | 0         | 2         |
| 17   | 2010                           | Belgrade                       | Serbie                         | 0         | 0         | 3         | 3         |
| ?    | Toutes compétitions confondues | Toutes compétitions confondues | Toutes compétitions confondues | 6         | 11        | 15        | 32        |